# Gwennap Head
Gwennap Head är en udde i Storbritannien.   Den ligger i grevskapet Cornwall och riksdelen England, i den södra delen av landet, 400 km väster om huvudstaden London.
Terrängen inåt land är platt. Havet är nära Gwennap Head åt sydväst.  Närmaste större samhälle är Penzance, 13,9 km nordost om Gwennap Head. 